# Kurt Lindroth
Kurt Lindroth, född den 11 februari 1918 i Stockholm, död den 2 augusti 1987 i Stockholm, var en svensk ämbetsman inom polisväsendet.

## Biografi
Lindroth avlade juris kandidatexamen vid Stockholms högskola 1946 med efterföljande tingstjänstgöring 1946–48. Han tjänstgjorde vid Svea hovrätt 1948 och vid åklagarmyndigheten i Stockholm 1949–1960. Han hade därefter anställning som polisintendent vid statspolisen och byråchef i inrikesdepartementet från 1961. Åren 1964–1970 var Lindroth överdirektör vid Rikspolisstyrelsen för att därefter uppehålla tjänsten som polismästare i Stockholm 1970–1976.
Lindroth hade under sin karriär också en rad uppdrag som ordförande i styrelsen och verkställande utskottet i Brottsförebyggande rådet 1976–1978, sekreterare i 1953 års trafiksäkerhetsutredning 1953–1957, expert i 1956 års polisverksamhetsutredning, ledamot i 1962 års polisberedning samt ledamot i 64 års fylleristraffutredning.